# Степанівка (Білогірський район)
Степа́нівка (крим. Stepanivka, до 1948 року — Федорівка) — село Білогірського району Автономної Республіки Крим.
Відстань від райцентру до населеного пункта становить 64 кілометрів по прямій.